# Ukir
Ukir is een bestuurslaag in het regentschap Rembang van de provincie Midden-Java, Indonesië. Ukir telt 2761 inwoners (volkstelling 2010).